# Myzus erythraeae
Myzus erythraeae är en insektsart. Myzus erythraeae ingår i släktet Myzus och familjen långrörsbladlöss. Inga underarter finns listade i Catalogue of Life.